# Heinrich Vogl

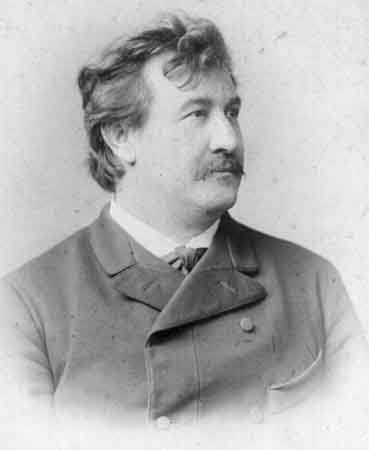
Heinrich Vogl

Heinrich Vogl (* 15. Januar 1845 in München; † 21. April 1900 ebenda) war ein deutscher Opernsänger (Heldentenor) und Komponist.

## Leben

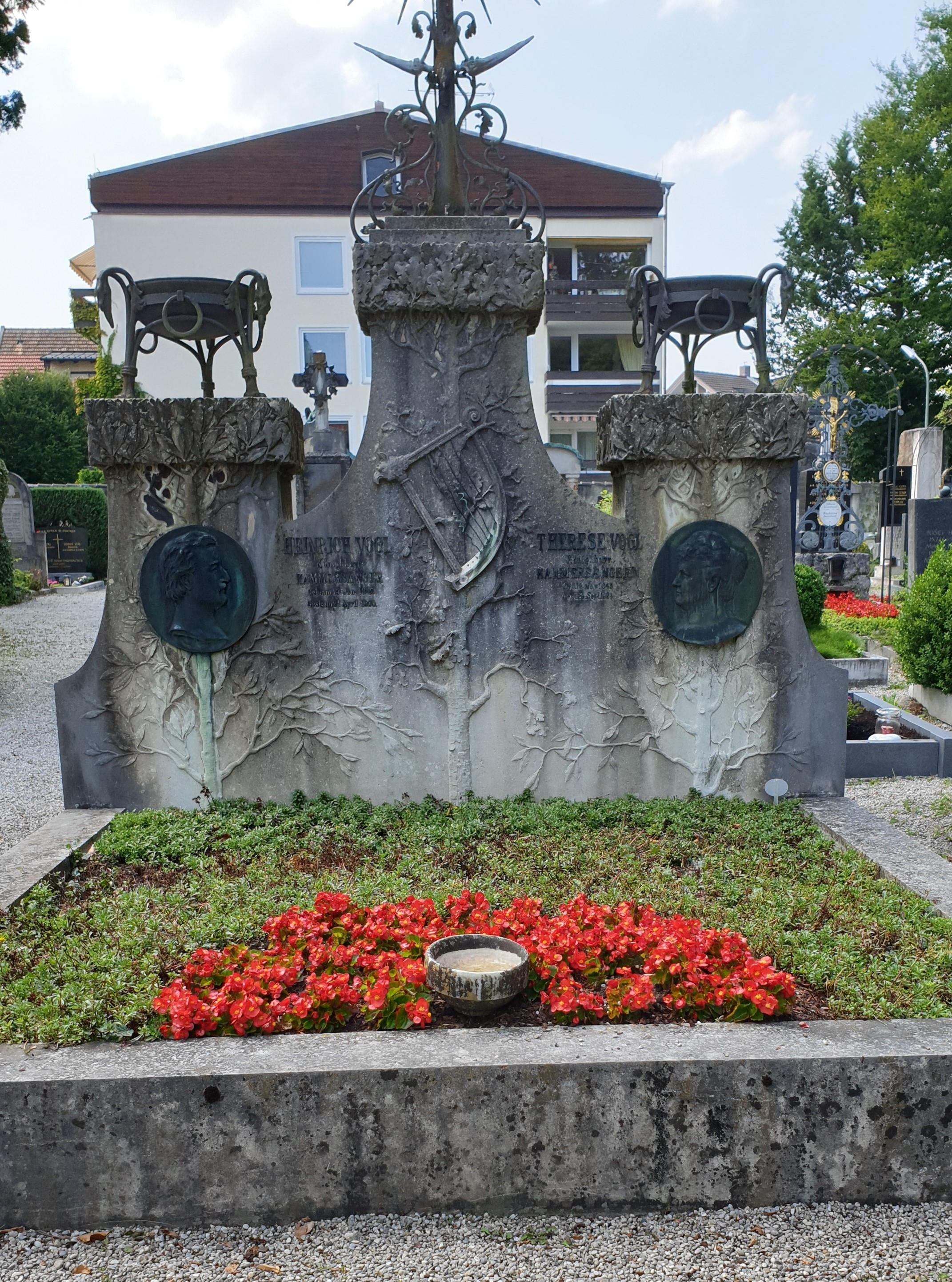
Grabstätte Heinrich und Therese Vogl, Katholischer Kirchhof Tutzing

Schon mit 15 Jahren besuchte Heinrich Vogl das Lehrerseminar in Freising, war ab 1862 als Schulgehilfe tätig und wurde 1865 bei einer Aufnahmeprüfung für den Chor des Münchener Hoftheaters vom Generalmusikdirektor Franz Lachner entdeckt und gefördert. Er gab sein Debüt am 5. November 1865 an der Münchner Hofoper, wo er fast 35 Jahre engagiert war und 2095 Auftritte absolviert haben soll. Er war vor allem für seine Wagner-Rollen bekannt, so sang er u. a. den Lohengrin (1867), Tristan (1869), Loge aus dem Rheingold (1869) und Siegmund aus der Walküre (1870). Ferner wirkte er bei der ersten Aufführung des Ring in Bayreuth mit. Zahlreiche Gastspiele gab er in allen größeren Städten Deutschlands. Gastreisen führten ihn in die Niederlande, nach London, Petersburg und in die USA; 1890 sang er den Lohengrin an der Metropolitan Opera. Beim Gemischten Chor Zürich trat er zwischen 1872 und 1885 in neun Konzerten als Solist auf. 1868 hatte Vogl Therese Thoma geheiratet, die häufig mit ihm zusammen auftrat, besonders in Wagners Tristan und Isolde. Er gilt als einer der vielseitigsten Tenöre des 19. Jahrhunderts, da er nicht nur fast alle bedeutenden Rollen des damaligen Opernrepertoires verkörperte, sondern auch als Oratoriensänger u. a. in den Konzerten der „Musikalischen Akademie“ (vor allem als Evangelist in den beiden Passionen von Bach) überzeugte. Vogl war zudem ein bedeutender und begehrter Liedsänger. Er war Mitglied der Münchener Freimaurerloge Zur Kette.
Als Komponist konnte Heinrich Vogl nicht im entferntesten an seine Erfolge als Sänger anknüpfen. Er hatte sich kompositorisches Grundwissen während seiner Zeit am Lehrerseminar in Freising angeeignet und danach erheblich vertieft und bei der Komposition einiger Lieder in der Praxis angewendet, womit er selbst und einige andere Sänger auch beim Publikum und der Kritik ankamen, aber das blieb eine Randerscheinung. Ende der 1890er Jahre begann er nun mit der Komposition der Oper Der Fremdling nach einem Dramenentwurf von Felix Dahn (dessen gleichnamiges Gedicht er schon längere Zeit vorher vertont hatte), die er auch unter gewaltigen Anstrengungen vollendete und drucken ließ. Bei ihrer Uraufführung am 7. Mai 1899 sang er die Rolle des Baldur und errang damit wohl den größten seiner Triumphe als Sänger und den einzigen als Komponist. Die Kritiker in den verschiedenen deutschen Presseorganen hatten zwar kompositorische Schwächen ausgemacht, aber insgesamt eher wohlwollende Beurteilungen abgegeben und dem Werk eine Zukunft auch auf anderen Bühnen gewünscht. Umso größer war die Enttäuschung, als in München nur zwei Wiederholungen stattfanden und keine einzige weitere Opernbühne Heinrich Vogls Oper zu seinen Lebzeiten in ihr Repertoire aufnahm. Ob  die „Überanstrengung“ beim Komponieren und die „grausame Enttäuschung“ über den ausbleibenden Erfolg seines „Schmerzenskindes“ wirklich entscheidend zu seinem frühen Tod ein knappes Jahr nach seinem größten Triumph beigetragen hat, wie Hermann von der Pfordten in seinem Nekrolog vermutete, muss offenbleiben. Seinen letzten Auftritt hatte er am 17. April 1900.
1875 erwarben Heinrich und Therese Vogl den Deixlfurter See und einen größeren Teil benachbarter Fluren. Sie schufen dort ein landwirtschaftliches Gut, auf dem Viehzucht und Milchwirtschaft betrieben wurden und 1881 die erste Kartoffelbrennerei Bayerns eröffnete.